# ショーン・ウッドワード

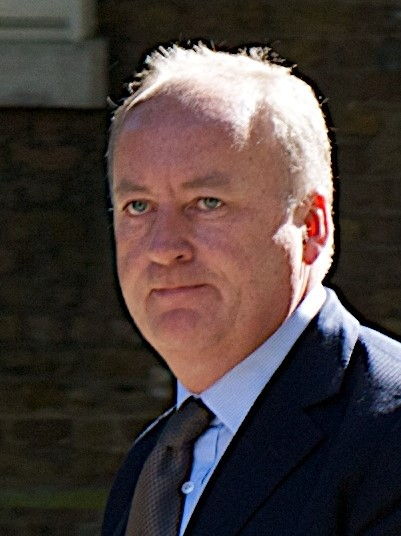
ショーン・ウッドワード（2009年）

ショーン・アンソニー・ウッドワード（Shaun Anthony Woodward、1958年10月26日 - ）は、イギリスの政治家。所属政党は労働党。
ゴードン・ブラウン政権で北アイルランド大臣を務めた。